# Deropeltis dmitriewi
Deropeltis dmitriewi es una especie de cucaracha del género Deropeltis, familia Blattidae.

## Distribución
Esta especie se encuentra en Etiopía y Somalia.